# 二俣神社 (いわき市)

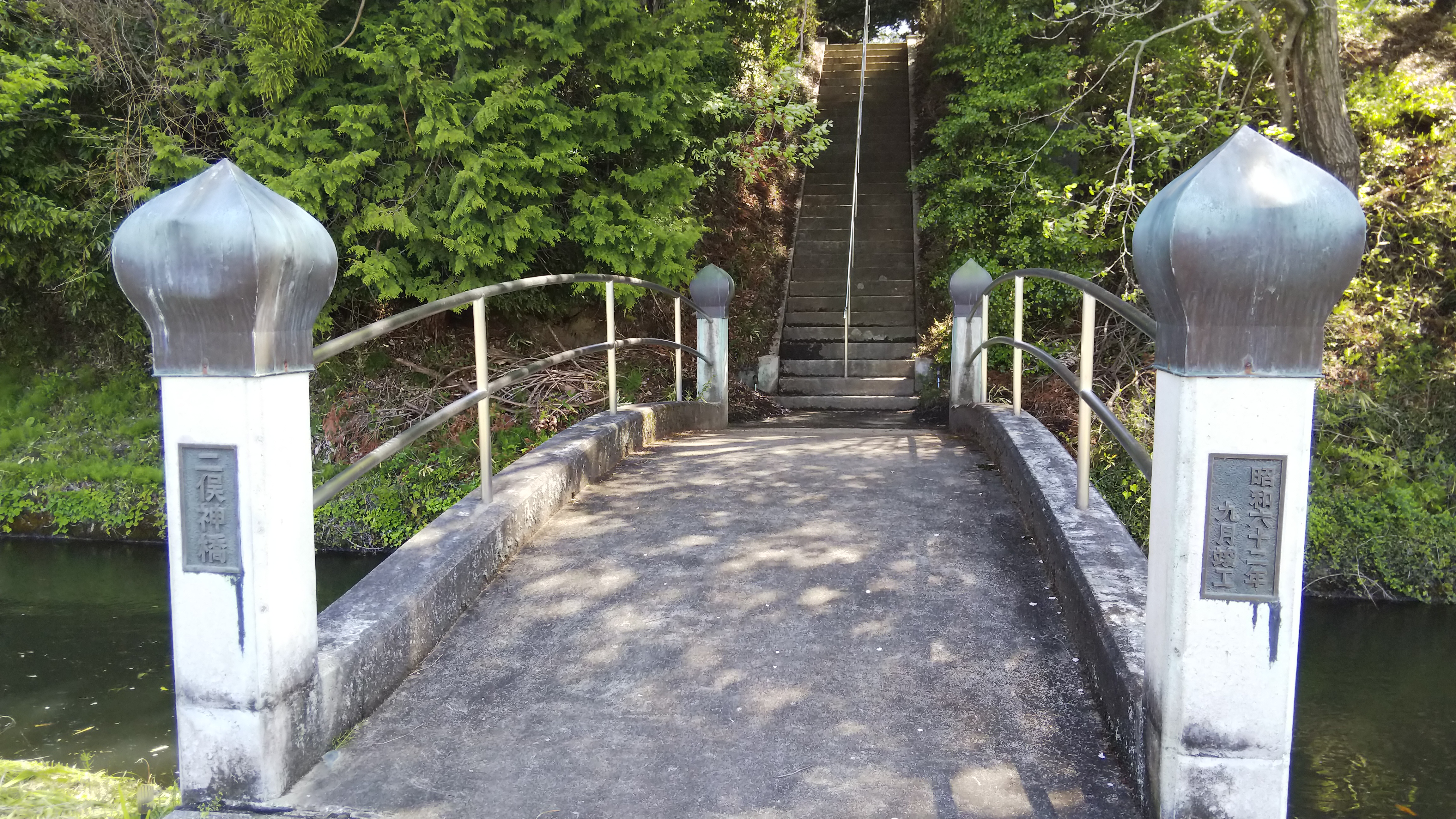
境内入口

二俣神社（ふたまたじんじゃ）は、福島県いわき市小川町下小川にある神社。式内小社で、旧社格は郷社。

## 歴史
社伝によると、貞観元年（860年）に勧請されたとされる。延喜式神名帳には磐城郡七座の一座として小社に列した。
正應2年（1289年）、この地に進出した佐竹義胤の次男、小川宗義（小河義綱）が本社を再興させた。

### 江戸期以降
古くは現在地から北西1km余りに位置する川上八幡宮の場所に建っていたとされるが、水害が多いため、天和2年（1682年）に磐城平藩主内藤義泰によって現在地に遷座したという。元禄11年（1698年）には藩主内藤義孝によって社殿修理が行われ、その後も代々歴代藩主の尊崇により社殿修理が行われた。
明治4年（1871年）に郷社に列し、明治7年（1874年）には現社殿を造営した。

## 境内
境内には夏井廃寺（いわき市平下大越）の瓦を作った梅ノ作瓦窯跡がある。夏井廃寺は夏井川川下にあり、瓦は船に積み夏井川を下ったと考えられている。

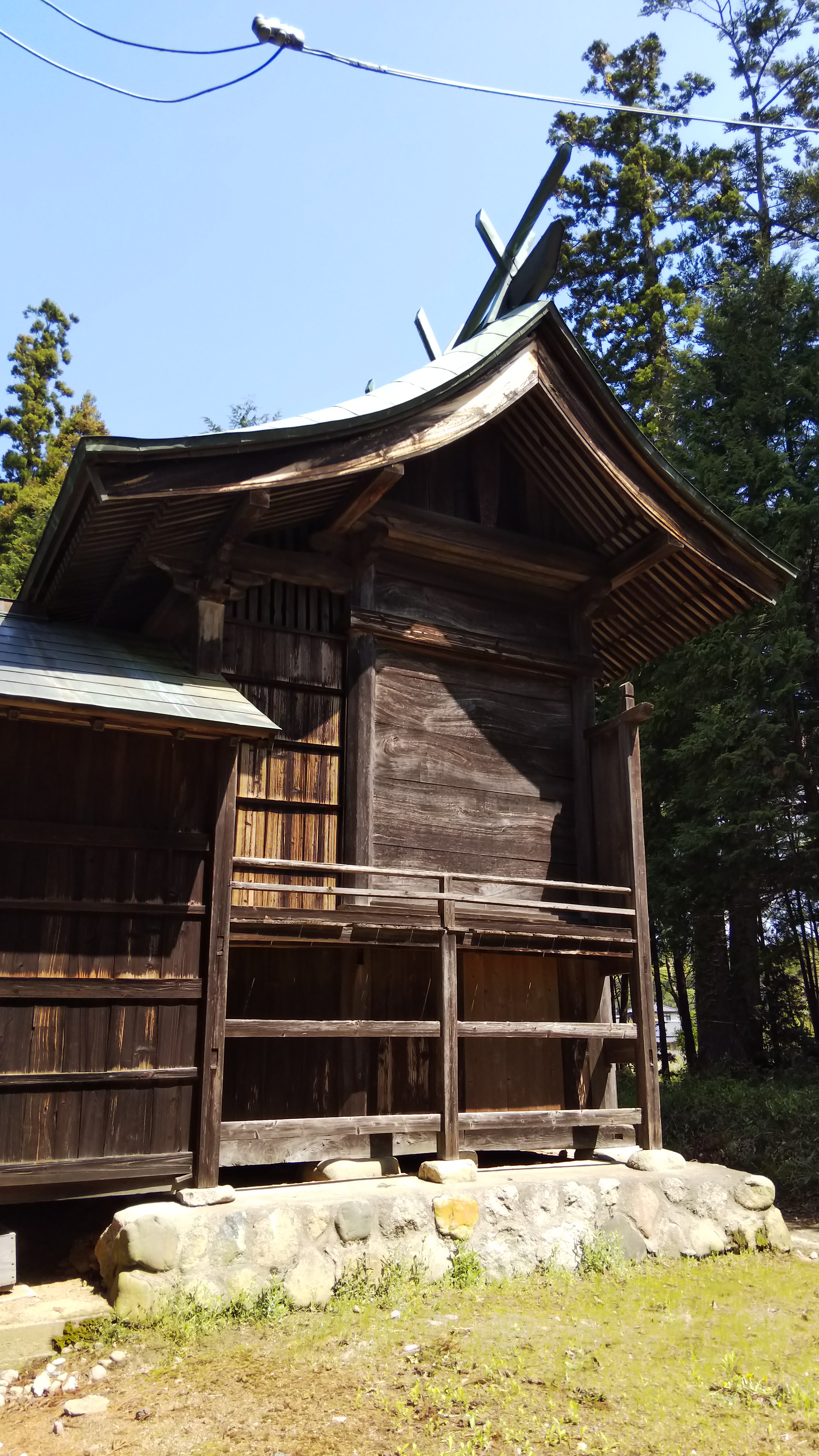
本殿
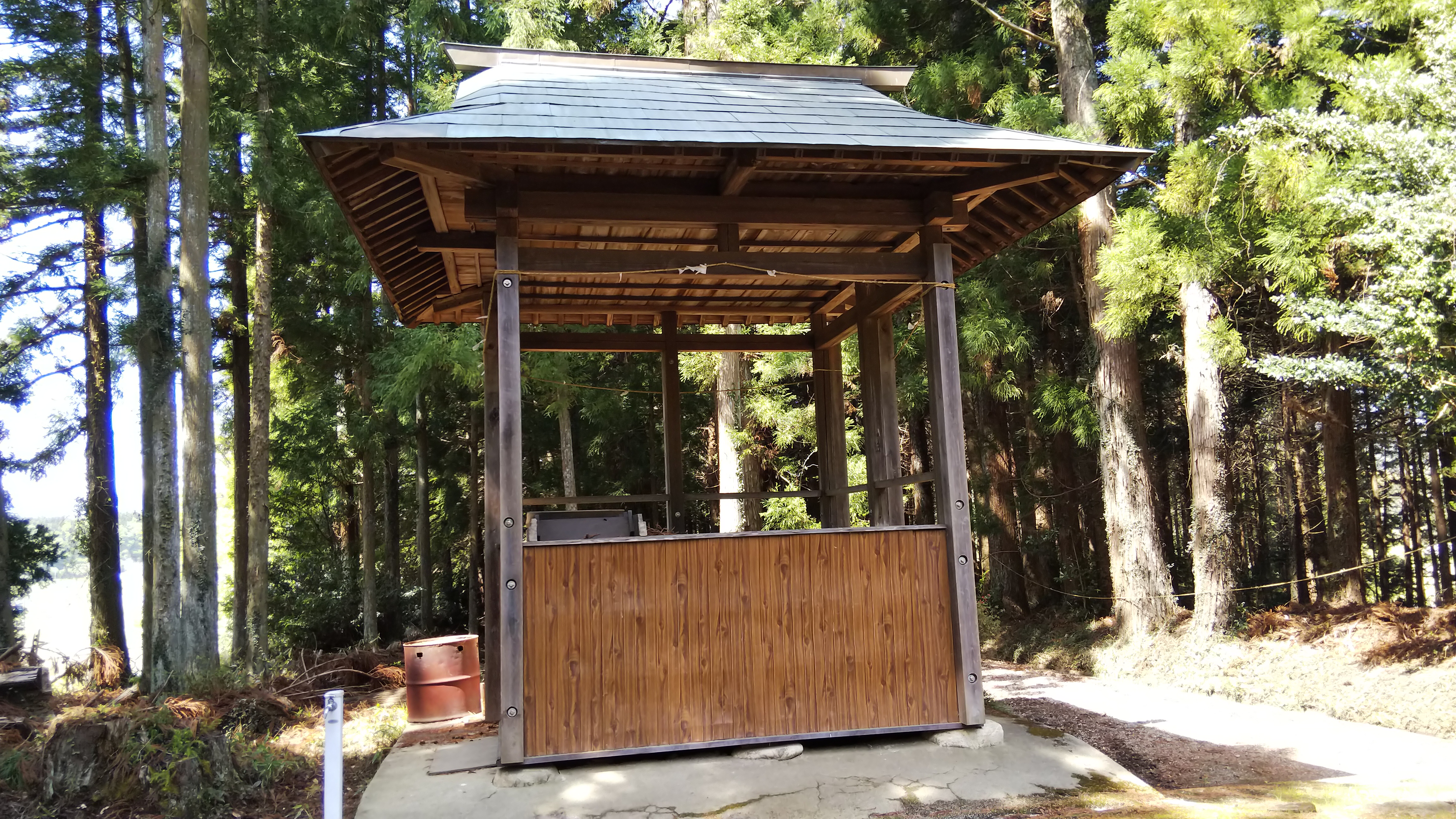
神楽殿

## 交通アクセス
- 東日本旅客鉄道（JR東日本）磐越東線（ゆうゆうあぶくまライン）「赤井駅」または「小川郷駅」から徒歩30分（両駅のほぼ中間に位置する）。